# Nan Tharat
Re Nan Tharat, il cui nome regale fu Samdach Brhat Chao Phya Nanda Raja Sri Sadhana Kanayudha (... – Vientiane, 1698), è stato il trentunesimo sovrano del Regno di Lan Xang, la cui capitale era Vientiane, nell'odierno Laos centrale.
Salì il trono dopo avere deposto il predecessore, l'usurpatore Tian Thala. Buona parte delle informazioni relative al suo regno provengono dalle missioni dei gesuiti italiani presenti nel paese, che erano state ammesse a Lan Xang per la prima volta dallo zio Surigna Vongsa, il grande re che aveva preceduto Tian Thala e che aveva portato Lan Xang al massimo splendore. I resoconti dei missionari si limitarono però a descrivere principalmente gli aspetti religiosi della vita del paese.
Le cronache indocinesi che lo menzionano  provengono dagli antichi annali di Lan Xang, di Ayutthaya e di Birmania, che differiscono tra loro. Gli annali di Lan Xang furono tradotti in altre lingue ed interpretati in diversi modi, dando luogo a controversie sull'attendibilità dei riferimenti storici. La principale tra le critiche che determinarono il cambiamento del testo originale, fu dettata dalla convinzione che molti degli avvenimenti storici fossero stati omessi o distorti nell'edizione originale a maggior gloria del regno.

## Biografia
Nan Tharat era nato con il titolo di principe Chao Phya Nandaratta ed era figlio del principe Bu, fuggito da Vientiane nel 1638 quando divenne re il cugino Surigna Vongsa. Il nuovo re aveva costretto alla fuga i fratelli ed i cugini temendo che tramassero per usurparne il trono. Surigna Vongsa morì nel 1690 (secondo alcune fonti nel 1695), non aveva eredi, dopo che il figlio era stato giustiziato, e i suoi due nipoti erano ancora bambini. Approfittò della situazione Phya Muang Chandra, usurpò il trono e gli succedette con il nome regale Tian Thala.
Sia la popolazione che varie fazioni della nobiltà non perdonarono a Tian Thala di aver usurpato il trono, e riemersero drammaticamente gli antichi conflitti interni alla corte di Vientiane che Surigna Vongsa era riuscito ad appianare. Le lotte di tali fazioni e dei vari rami della casa reale non sarebbero più cessate ed avrebbero portato al frazionamento di Lan Xang nel 1707.
Secondo alcune fonti, il nipote di Surigna principe Ong Lo, legittimo pretendente al trono, avrebbe in seguito espugnato Vientiane alla testa di un esercito. Avrebbe catturato e fatto giustiziare Tian Thala pochi mesi dopo che aveva usurpato il trono e si sarebbe fatto incoronare re. Avrebbe regnato quattro anni per essere poi deposto e ucciso da Nan Tharat.
Secondo altre fonti Tian Thala regnò fino al 1695. Nel 1694 aveva sposato una figlia di Surigna Vongsa, la principessa Kumari, e l'anno seguente sarebbe stato deposto da Nan Tharat, che era stato fino ad allora governatore della Provincia di Nakhon. L'usurpatore Tian Thala morì suicida nel 1696.
Durante il regno di Nan Tharat si acuirono ulteriormente i conflitti interni all'aristocrazia di corte ed ai vari rami della casa reale. L'unico evento rilevante nel periodo in cui fu al potere, fu la guerra civile che pose fine al suo regno. Il suo parente Sadet Jaya Anga Hue, detto anche Sai Ong Hue, con l'aiuto di truppe vietnamite nel 1698 invase la capitale, catturò Nan Tharat e lo fece giustiziare. Sai Ong Hue era figlio del principe Somphu, cugino del padre di Nan Tharat e fratello maggiore di Surigna Vongsa. Somphu era a sua volta fuggito da Vientiane quando Surigna era diventato re e si era rifugiato a Huế, dove risiedeva la corte dei signori Nguyen, che controllavano il Vietnam centro meridionale. Somphu morì a Huế nel 1688 ed il figlio crebbe alla corte dei Nguyen.
I vietnamiti intendevano approfittare della debolezza del Regno di Lan Xang per estendere ad ovest la loro influenza. Finanziarono le operazioni militari di Sai Ong Hue, che salì al trono con il nome regale Setthathirat II e tentò invano di ricomporre i conflitti di corte. Sarebbe stato l'ultimo re di Lan Xang, che nel 1707 si frazionò. Si formarono i Regni di Luang Prabang e di Vientiane, quest'ultimo ebbe come primo sovrano lo stesso Setthathirat II.
Con la morte di Nan Tharat, che non ebbe figli, si estinse la linea dinastica di re Viksai (regno dal 1637 al 1638). Quest'ultimo era il nonno di Nan Tharat e fratello di Ton Kham, il padre di Surigna Vongsa. Sarebbero stati i discendenti di Ton Kham i primi sovrani dei Regni di Luang Prabang, di Vientiane e di Champasak.